# James Mtume
James Mtume, nato James Forman (Filadelfia, 3 gennaio 1946 – South Orange, 9 gennaio 2022), è stato un percussionista statunitense di genere jazz e R&B, la cui notorietà è dovuta soprattutto al singolo del 1983 Juicy Fruit, che incise col gruppo che capeggiava in quel periodo, i Mtume.

## Biografia
Figlio del sassofonista jazz Jimmy Heath, Mtume è anche ricordato per la sua collaborazione con Miles Davis tra il 1971-1975, che seguì ad altre importanti collaborazioni con Freddie Hubbard e Sonny Rollins.
Dopo gli anni passati con Davis, Mtume si dedicò prevalentemente al R&B, genere a cui giunse dopo aver lavorato come sideman di Lonnie Liston Smith e Roberta Flack. Nonostante avesse sciolto il suo gruppo alla metà degli anni ottanta, Mtume continuò a lavorare in campo musicale come produttore e percussionista. A lui si devono le composizioni musicali della serie televisiva dal 1994 al 1998 della serie New York Undercover trasmessa dal network NBC.